# Primeira Divisão 1969-70
La Primeira Divisão 1969/70 fue la 36.ª edición de la máxima categoría de fútbol en Portugal. Sporting de Portugal ganó su 13° título. El goleador fue Eusébio del Benfica con 20 goles.

## Tabla de posiciones
| Pos | Equipo               | PJ | PG | PE | PP | GF | GC | Pts |                               |
| --- | -------------------- | -- | -- | -- | -- | -- | -- | --- | ----------------------------- |
| 1   | Sporting de Portugal | 26 | 21 | 4  | 1  | 61 | 17 | 46  | Copa de Campeones de Europa   |
| 2   | Benfica              | 26 | 17 | 4  | 5  | 58 | 14 | 38  | Recopa de Europa              |
| 3   | Vitória de Setúbal   | 26 | 16 | 4  | 6  | 58 | 26 | 36  | Copa de Ferias                |
| 4   | Barreirense          | 26 | 11 | 6  | 9  | 42 | 33 | 28  | Copa de Ferias                |
| 5   | Vitória de Guimarães | 26 | 12 | 4  | 10 | 38 | 36 | 28  | Copa de Ferias                |
| 6   | Varzim               | 26 | 10 | 8  | 8  | 31 | 26 | 28  |                               |
| 7   | Belenenses           | 26 | 9  | 5  | 12 | 23 | 34 | 23  |                               |
| 8   | GD CUF               | 26 | 9  | 5  | 12 | 24 | 38 | 23  |                               |
| 9   | Porto                | 26 | 8  | 6  | 12 | 30 | 37 | 22  |                               |
| 10  | Académica de Coimbra | 26 | 8  | 6  | 12 | 42 | 46 | 22  |                               |
| 11  | Leixões              | 26 | 10 | 1  | 15 | 33 | 47 | 21  |                               |
| 12  | Boavista             | 26 | 6  | 6  | 14 | 35 | 61 | 18  |                               |
| 13  | Braga                | 26 | 6  | 5  | 15 | 25 | 52 | 17  | Descenso a la Segunda Divisão |
| 14  | União de Tomar       | 26 | 5  | 4  | 17 | 20 | 53 | 14  | Descenso a la Segunda Divisão |

|                                |
| Campeón Sporting CP 13° título |